# Лугера-Самцацхви
Лугера-Самцацхви (груз. ლუღერა-სამცაცხვი) — село в Грузии, на территории Цаленджихского муниципалитета края (мхаре) Самегрело-Верхняя Сванетия. Входит в состав городского сакребуло Цаленджиха.

## География
Село находится в западной части Грузии, на левом берегу реки Чанисцкали, вблизи южной окраины города Цаленджиха, административного центра муниципалитета.

## Население
По результатам официальной переписи населения 2014 года, в Лугера-Самцацхви проживал 215 человек (110 мужчин и 105 женщин). В национальной структуре населения грузины составляли 100 %.